# Ana María Enríquez de Ribera y Portocarrero
Ana María Luisa Enríquez de Ribera y Portocarrero (Sevilla, 1613-Sanlúcar de Barrameda, 26 de gener de 1645) va ser una noble castellana, que va esdevenir V duquessa d'Alcalá de los Gazules i pel seu matrimoni duquessa consort de Medinaceli.
Era filla de Pedro Girón de Ribera i d'Antonia Portocarrero y Cárdenas, II marquesa d'Alcalá de la Alameda. Era l'hereva de la casa marquesal d'Alcalá de la Alameda, que incloïa també el marquesat de Tarifa i el comtat de Los Molares, però el 1639 va heretar també el ducat d'Alcalá de los Gazules a la mort sense descendència de la seva cosina germana María Enríquez de Ribera y Moura. Va casar-se amb el duc de Medinaceli Antonio Juan Luis de la Cerda y Toledo el 28 de novembre de 1625 a l'església de Santa María Magdalena de Dos Hermanas. Amb aquesta unió les dues cases es van fusionar en el fill d'ambdós, Juan Francisco, amb la incorporació de títols, sinó de terres, edificis i una important biblioteca i que, en definitiva, es van annexionar a la Casa de Medinaceli. El matrimoni va tenir la següent descendència:
- Juan Francisco (1637-1691)
- Tomás Antonio (1638-1692)
- Antonia María Luisa (1635-1670)
- Ana Catalina (?-1696)

## Títols
De 1613 a 1645
- III Marquesa d'Alcalá de la Alameda

De 1639 a 1645
- V Duquessa d'Alcalá de los Gazules
- VIII Comtessa de Los Molares
- VIII Marquesa de Tarifa